# Татуювальник Аушвіцу (телесеріал)
Татуювальник Аушвіцу (англ. The Tattooist of Auschwitz) — це історичний драматичний мінісеріал 2024 року, заснований на однойменному романі Гізер Морріс. У ролях: Гарві Кейтель, Мелані Лінскі, Джона Гауер-Кінг та Анна Прухняк.

## Сюжет
Лале Соколов, єврейський в'язень концентраційного табору Аушвіц-Біркенау під час Другої світової війни, отримує завдання витатуйовувати ідентифікаційні номери на руках інших в'язнів.